# Friesen (Hirschaid)

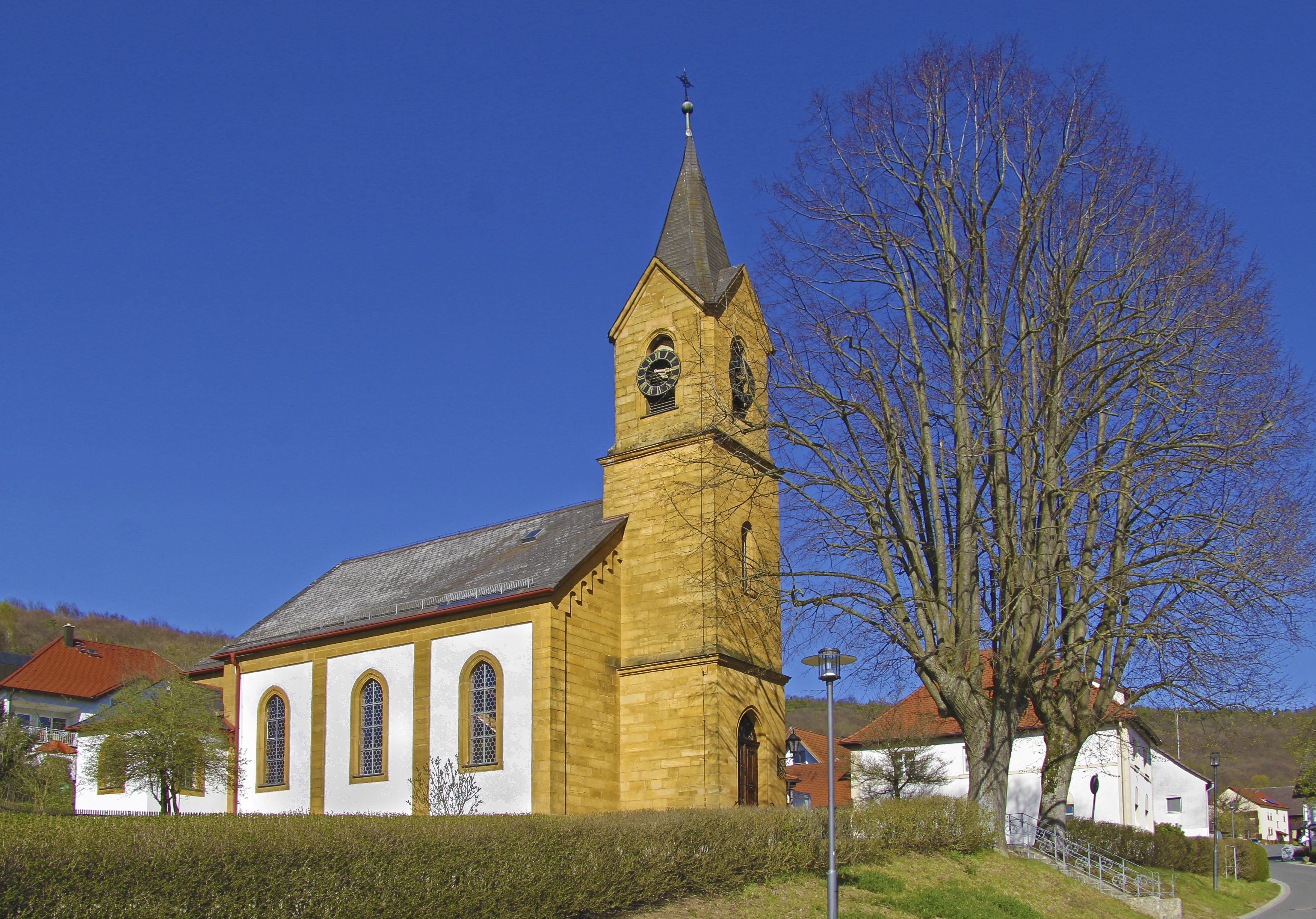
St. Maria

Friesen ist ein Gemeindeteil des Marktes Hirschaid im oberfränkischen Landkreis Bamberg in Bayern mit 346 Einwohnern (Stand: 30. Juni 2022). 

## Lage
Das Kirchdorf Friesen liegt zwischen Wernsdorf, das zur Gemeinde Strullendorf gehört, und dem zur Gemeinde Hirschaid gehörenden Seigendorf. 

## Geschichte
Erstmals urkundlich erwähnt wurde der Ort als „Vräsen“ im Jahre 1216. Der Name deutet auf eine Besiedlung in der Zeit des Frankenkönigs Karl der Große hin. Der Ort besteht aus drei Teilen: Oberfriesen, Unterfriesen und Köppelhof. Kirchlich gehört Friesen zur Pfarrei Buttenheim. Buttenheim war ursprünglich der Schulort für die Kinder aus Friesen. Erst ab 1811 besuchten die Schüler die Schule in Seigendorf. Seit 1867 existiert in Friesen eine Kirche.
Der Ort wurde am 1. Januar 1972 nach Hirschaid eingemeindet.